# Radlin

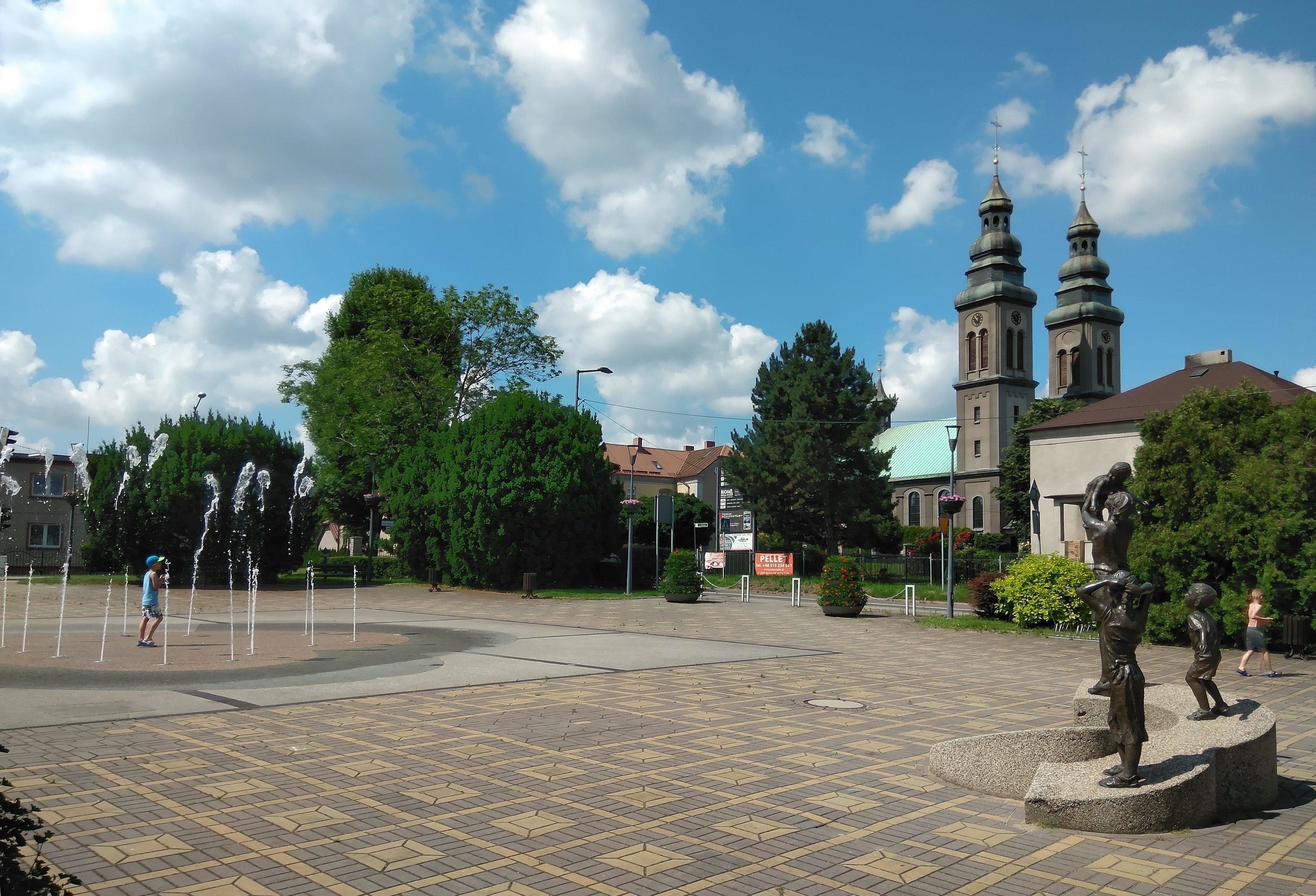
Der zentrale Platz in Radlin

Radlin ist eine Stadt mit etwa 17.500 Einwohnern in Polen. Sie befindet sich acht Kilometer nördlich von Wodzisław Śląski und gehört dem Powiat Wodzisławski, Woiwodschaft Schlesien an.

## Geografie

### Stadtgliederung
Die Stadt Radlin gliedert sich in drei Stadtteile:
- Biertułtowy (Birtultau)
- Głożyny (Glasin)
- Obszary (Obschory)

## Geschichte

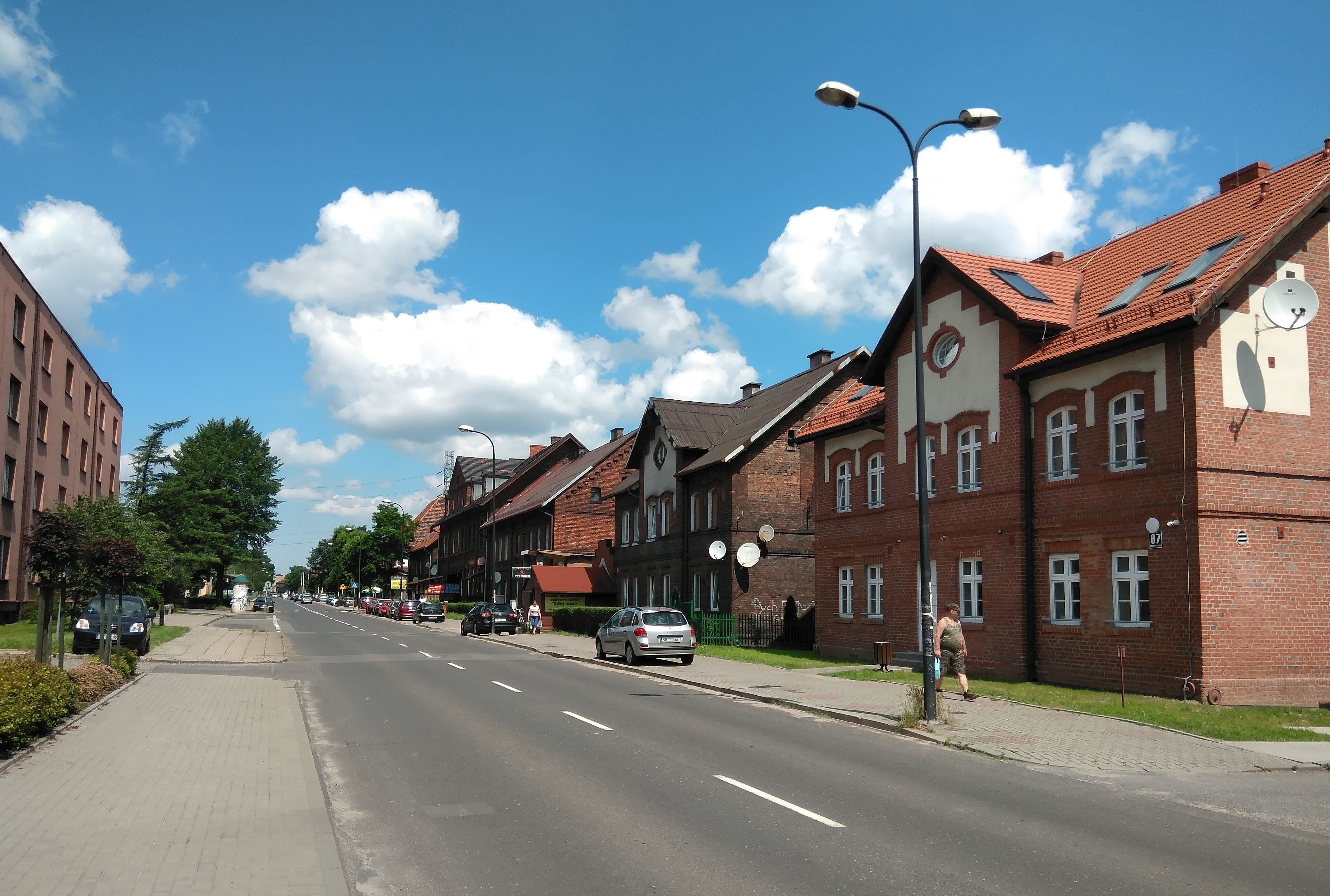
Wojciech-Korfanty-Straße – die Hauptachse von Radlin-Birtultau

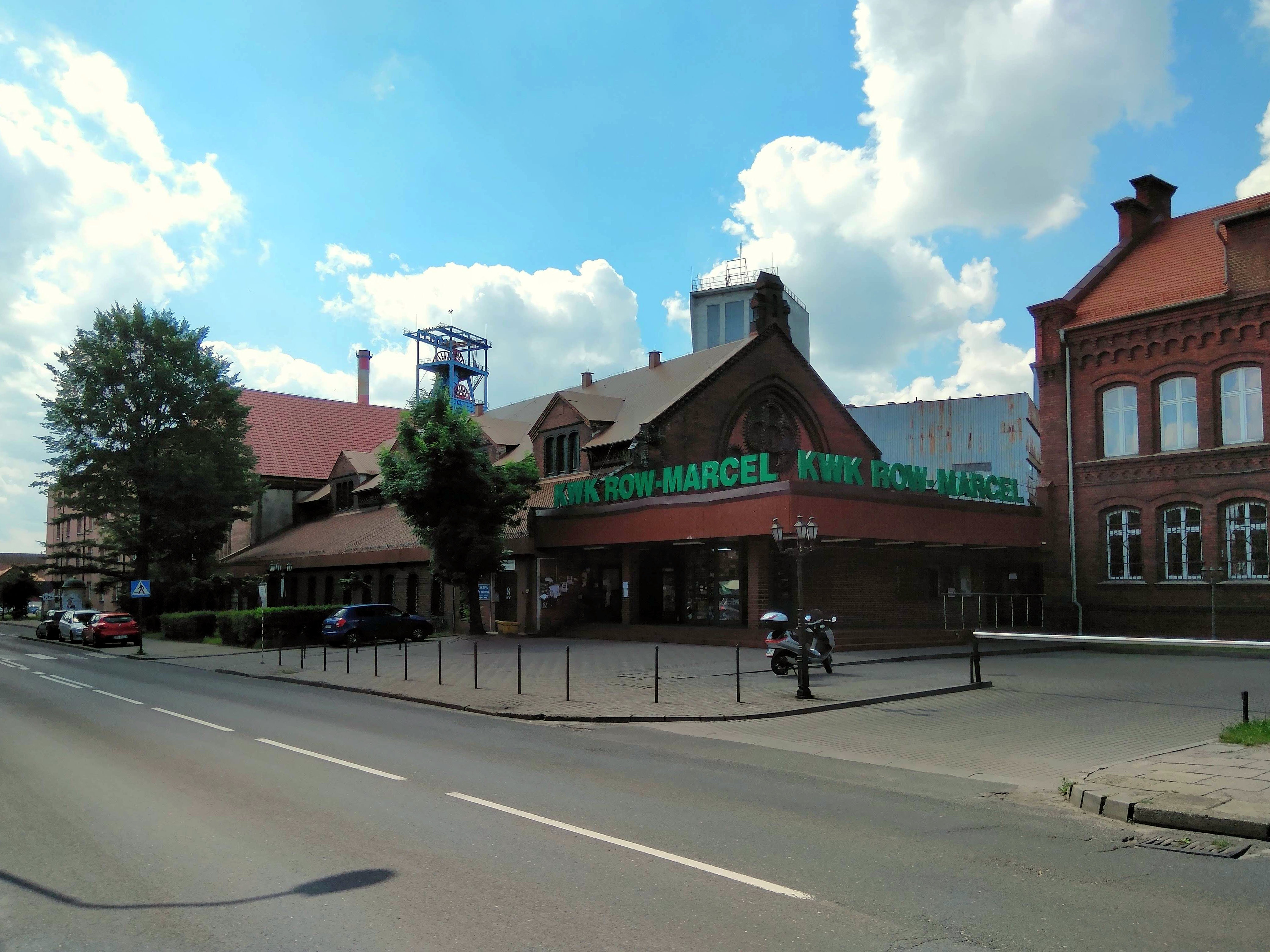
Marcel-Grube – Haupteingang

Das Dorf Birtultau wurde im Jahre 1305 erstmals als Bertholdi villa erwähnt. Im späten 14. Jahrhundert entstanden durch deutsche Siedler weitere größere Waldhufendörfer wie Ober Radlin, Nieder Radlin und Glasin in der näheren Umgebung. Im 15. Jahrhundert setzte ein verstärkter Zuzug polnischer Bevölkerung ein, so dass beide Volksgruppen etwa gleich stark waren.
1742 gelangte das schlesische Gebiet an Preußen. Der Entdeckung von Steinkohle 1788 folgte der Beginn des Bergbaus, der jedoch anfänglich nur in geringem Umfang erfolgte.
Mit der 1840 in Biertultau entstandenen Reden-Grube und der 1883 in Radlin gegründeten Emma-Grube (Kopalnia Marcel) erlangte der Steinkohlenbergbau Bedeutung. Zusammen mit den Gruben in Niedobschütz (Niedobczyce) war die Emma bis 1896 das größte Bergwerk des Rybniker Reviers.
In der Folgezeit entstanden noch eine Kokerei, eine Brikettfabrik und mehrere Ziegeleien.
Im Jahre 1922 gelangten die Dörfer im Kreis Rybnik zu Polen. Mit dem Einmarsch der Wehrmacht 1939 wurden sie wieder in Deutschland eingegliedert. Im Zweiten Weltkrieg entstand 1945 in Radlin ein Lager für sowjetische Kriegsgefangene, das dem Sonderkommando R 195 der Wehrmacht unterstellt war. Im stillgelegten Schacht der Grube Reden wurden mehrere Menschen von den Nationalsozialisten hingerichtet.
Auch nach Kriegsende war der Steinkohlenbergbau das Charakteristikum von Radlin, die Grube Marcel (Kopalnia Marcel) beschäftigte 1958 5851 Menschen.
Am 11. August 1954 wurden die Orte Radlin Górny (Ober Radlin), Radlin Dolny (Nieder Radlin), Biertułtowy (Birtultau), Głożyny (Glasin) und Obszary (Obschory) zur Stadt Radlin vereinigt. 1975 erfolgte eine Zwangseingemeindung der Städte Radlin, Pszów und Rydułtowy sowie der Gemeinde Marklowice in die Stadt Wodzisław Śląski.
Infolge eines Bürgerreferendums wurden zum 1. Januar 1997 die Stadtteile Biertułtowy, Głożyny und Obszary wieder aus Wodzisław Śląski ausgegliedert und zur Stadt Radlin erklärt. Die ehemaligen Orte Radlin Górny und Radlin Dolny, also das eigentliche Radlin, verblieben jedoch als Stadtteil Radlin II in Wodzisław.

## Einwohnerentwicklung
- 1783: Ober und Nieder Radlin 279, Birtultau 87
- 1825: Ober und Nieder Radlin 667, Birtultau 279
- 1905: Ober und Nieder Radlin 3.789, Birtultau 1.908
- 1931: 08.900
- 1961: 17.462
- 1970: 20.334

## Söhne und Töchter der Stadt
- Bolesław Kominek (* 1903 in Radlin II; † 1974), Erzbischof von Breslau
- Alfred Kucharczyk (1937–2020), polnischer Turner
- Tomasz Sikora (* 1973 in Wodzisław Śląski), Biathlet, Silbermedaillen-Gewinner der Olympischen Winterspiele in Turin 2006
- Leszek Blanik (* 1977 in Wodzisław Śląski), Turner
- Heinrich Kowalski (* 1967 in  Wodzisław Śląski), Naturfotograf

## Belege
1. 1 2  Population. Size and Structure by Territorial Division. As of December 31, 2020. Główny Urząd Statystyczny (GUS) (PDF-Dateien; 0,72 MB), abgerufen am 12. Juni 2021.